# Festival Jean-Carmet
Le festival Jean-Carmet est un festival de cinéma qui se déroule tous les ans depuis 1995 en octobre à Moulins dans le département de l'Allier.

## Présentation
Seul festival de cinéma généraliste en Auvergne, il est également l’unique festival de cinéma en France qui prime les comédiennes et comédiens pour un second rôle et les jeunes espoirs du cinéma francophone à travers deux compétitions : la compétition second rôle (8 longs métrages) et la compétition jeune espoir (quinze courts métrages). À ce titre, il prend le nom de Jean Carmet, un acteur important du cinéma français qui s'illustra dans de nombreux seconds rôles.
Deux prix sont également décernés à de jeunes réalisateurs et réalisatrices de courts métrages : le Prix Coup de cœur du Jury Junior, composé de jeunes entre 17 et 25 ans de la région Auvergne-Rhône-Alpes, et le Prix des Détenus, décerné par les détenus du centre pénitentiaire de Moulins-Yzeure.
En 2018, il crée un prix pour les directrices et directeurs de casting.
En 2021, il crée le premier prix d'interprétation non genré en France en collaboration avec l'ADAMI et l'ARDA, l'Association des Responsables de Distribution Artistique.

## Palmarès compétition: second rôle
Cette compétition récompense les comédiennes et comédiens francophones pour un second rôle : quatre prix d'interprétation sont décernés par un jury composé de professionnels du cinéma et par le public.

### Prix du jury: Meilleur second rôle
| Année | Jury Second rôle                                                                                   | Meilleur second rôle masculin                                                                                                   | pour son rôle dans le film                                                                         | Meilleur second rôle féminin              | pour son rôle dans le film                       |
| ----- | -------------------------------------------------------------------------------------------------- | --- | -------------------------------------------------------------------------------------------------- | ----------------------------------------- | ------------------------------------------------ |
| 2024  | Zinedine Soualem, Tatiana Gousseff, Raphaël Thiéry                                                 | Damien Bonnard | La Pampa de Antoine Chevrollier                                                                    | Florence Janas                            | La Pampa de Antoine Chevrollier                  |
| 2023  | Stefan Crepon, Nina Meurisse,Diong-Kéba Tacu, Tatiana Vialle                                       | Julien Frison | Le Théorème de Marguerite de Anna Novion                                                           | Mireille Pitot                            | L'Homme d'argile de Anaïs Tellenne               |
| 2022  | Galatea Bellugi, Zacharie Chasseriaud, Jean-Charles Clichet, Tiphaine Daviot, Guillaume Senez      | Harald Marlot | Trois nuits par semaine de Florent Gouëlou                                                         | India Hair                                | Annie Colère de Blandine Lenoir                  |
| 2021  | Yannick Choirat, Constance Dollé, Florence Janas, Alexis Manenti, Rabah Nait Oufella               | Antoine Pelletier | Les Magnétiques de Vincent Maël Cardona                                                            | Marie Colomb                              | Les Magnétiques de Vincent Maël Cardona          |
| 2020  | Patrick d'Assumçao, Samuel Jouy, Sophie Lainé Diodovic                                             | Salif Cissé et Edouard Sulpice                                                                                                  | À l'abordage de Guillaume Brac                                                                     | Farida Radouadj                           | Gagarine de Fanny Liatard et Jérémy Trouilh      |
| 2019  | Naidra Ayadi, Alice de Lencquesaing, Francis Leplay, Thomas Scimeca, Jean-Benoît Ugeux             | Djanis Bouzyani et Anthony Bajon                                                                                                | Tu mérites un amour de Hafsia Herzi                                                                | Anaïs Demoustier                          | La Fille au bracelet de Stéphane Demoustier      |
| 2018  | Thomas Blanchard, Aurore Broutin, Marie Bunel, Manon Kneusé, Julie Moulier                         | Philippe Uchan | Une intime conviction de Antoine Raimbault                                                         | Lucie Debay                               | Nos Batailles de Guillaume Senez                 |
| 2017  | Laurent Capellutto, Laure Cochener, Jeanne Rosa, Dimitri Storoge, Nicolas Wanczycki                | Souleymane Seye Ndiaye | Jeune Femme de Léonor Seraille                                                                     | Marie-Julie Baup                          | Jalouse de David Foenkinos et Stéphane Foenkinos |
| 2016  | Jérôme Bonnell, Bastien Bouillon, Philippe du Janerand, Elodie Namer, Diane Rouxel                 | Lazare Gousseau | Baden Baden de Rachel Lang                                                                         | Laetitia Dosch ex aequo Catherine Salée , | Keeper de Guillaume Senez                        |
| 2015  | Nicolas Bridet, Léa Fazer, Linh-Dan Pham, Philippe Rebbot, Malik Zidi                              | Swann Arlaud, Kévin Azaïs, Clément Bresson, Sâm Mirhosseini, Finnegan Oldfield et Marc Robert (Prix d'interprétation collectif) | Ni le ciel ni la terre de Clément Cogitore                                                         | Diane Rouxel                              | Fou d'amour de Philippe Ramos                    |
| 2014  | Marie-Christine Adam, Nicolas Birkenstock, Yves Boisset, François Négret, Salomé Stévenin          | Bernard Menez | Tonnerre de Guillaume Brac                                                                         | Dominique Reymond                         | Maestro de Léa Fazer                             |
| 2013  | Slimane Dazi, Joséphine de Meaux, Catherine Salée, Sabrina Seyvecou, Bruno Valayer                 | Patrick d'Assumçao | L'inconnu du lac de Alain Guiraudie                                                                | Marie-Armelle Deguy                       | Une place sur la terre de Fabienne Godet         |
| 2012  | Amandine Dewasmes, Jan Hammenecker, Olivier Masset-Depasse, Marie Rivière, Olivier Rabourdin       | Jean-Paul Bonnaire | Mobile Home de François Pirot                                                                      | Catherine Salée                           | Mobile Home de François Pirot                    |
| 2011  | Anne Azoulay, Dominique Frot, Hubert Gillet, Sam Karmann, Philippe Nahon                           | Éric Caravaca ex aequo Yannick Rénier                                                                                           | La petite chambre de Stéphanie Chuat et Véronique Reymond & Toutes nos envies de Philippe Lioret   | Amandine Dewasmes                         | Toutes nos envies de Philippe Lioret             |
| 2010  | Bernard Blancan, Catherine Corsini, Valérie Gaudissart, Lola Naymark, Marc Syrigas, Yves Verhoeven | Laurent Poitrenaux | D'amour et d'eau fraîche de Isabelle Czajka                                                        | Christine Brücher                         | D'amour et d'eau fraîche de Isabelle Czajka      |
| 2009  | Fabienne Bichet, Patrick Descamps, Johan Libéreau, Clémentine Poidatz, Blandine Yaméogo            | Bouli Lanners | Rien de personnel de Mathias Gokalp                                                                | Adrienne Pauly                            | Bellamy de Claude Chabrol                        |
| 2008  | Stéphane Foenkinos, Cédrick Lanoë, Manuel Poirier, Cécile Rebboah, Liliane Rovère                  | Patrick Descamps | Versailles de Pierre Schoeller                                                                     | Jeanne Balibar                            | Sagan de Diane Kurys                             |
| 2007  | Claude Duty, Marie Kremer, Anne Le Ny, Benjamin Ramon, Emmanuel Salinger, Martin Valente           | Nicolas Schweri | Et toi, t'es sur qui ? de Lola Doillon                                                             | Liliane Rovère                            | Le fils de l'épicier de Eric Guirado             |
| 2006  | Cyril Couton, Andrée Davanture, Khaled Ghorbal, Serge Regourd, Judith Rémy                         | Gilbert Melki | Ca brûle de Claire Simon                                                                           | Christine Citti                           | Quand j'étais chanteur de Xavier Giannoli        |
| 2005  | Thomas Laroppe, Vera Memmi, Françoise Michaud, Joseph Morder, Lucia Sanchez                        | Lars Rudolph (en) | Les Yeux clairs de Jérôme Bonnell                                                                  | Florence Thomassin                        | Douches froides de Antony Cordier                |
| 2004  | Nathalie Besançon, Myriam BoyerCharlie Dupont, Louis-Do de Lencquesaing, Tania Garbarski           | Thomas Laroppe | Brodeuses de Eléonore Faucher                                                                      | Elisabeth Commelin                        | Poids léger de Jean-Pierre Améris                |
| 2003  | Marilyne Canto, Beppe Clerici, Robert Mille, Pierre Stoeber, Maryvonne Schiltz                     | Rufus | Comme si de rien n'était de Pierre-Olivier Mornas                                                  | Tania Garbarski                           | Le Tango des Rashevski de Sam Garbarski          |
| 2002  | Jean-Pierre Améris, Malcolm Conrath, Mélanie Laurent, Luce Mouchel, Katia Nicolas                  | Marc Citti | Le Chignon d'Olga de Jérôme Bonnell                                                                | Maryvonne Schiltz                         | La Cage de Alain Raoust                          |
| 2001  | Chantal Banlier, Sophie Barjac, Bernard Ménez, Michel Pouzol, Max Skubich                          | Bastien Le Roy | Trois huit de Philippe Le Guay                                                                     | Lauryl Brossier                           | Amour d'enfance de Yves Caumon                   |
| 2000  | Élisabeth Commelin, Licino Da Silva, Daniel Duval, Bénédicte Loyen, Olivier Jahan                  | Pascal Elso ex aequo Yasmine Belmadi                                                                                            | Les filles ne savent pas nager de Anne-Sophie Birot & Un dérangement considérable de Bernard Stora | Sélima Hacheliaf                          | Les Autres Filles de Caroline Vignal             |
| 1999  | Stéphanie Lagarde, Jacques Robin, Catherine Rouvel, Éric Savin, Fatah Soltani                      | Philippe Grand-Henry ex aequo Licino Da Silva                                                                                   | Les convoyeurs attendent de Benoît Mariage & C'est quoi la vie ? de François Dupeyron              | Dominique Baeyens                         | Les convoyeurs attendent de Benoît Mariage       |
| 1998  | Atahualpa Lichy, Catherine Mendez, Emmanuel Roufiol, Manuel Sanchez, Marie Thomas                  | Grégoire Colin | La vie rêvée des anges de Erick Zonca                                                              | Stéphanie Frey                            | Dis-moi que je rêve de Claude Mourérias          |
| 1997  | Jean-Bernard Emery, Amanda Langlet, Natacha Régnier, Serge Renko                                   | Patrick Chesnais | Post coïtum animal triste de Brigitte Roüan                                                        | Laure Fernandez                           | Marion de Manuel Poirier                         |
| 1996  | Michel Alexandre, Pascale Audret, Magali Clément, Guy Gauthier, Laurent Olmedo                     | Louis-Do de Lencquesaing | Encore de Pascal Bonitzer                                                                          | Natacha Régnier                           | Encore de Pascal Bonitzer                        |
| 1995  | Daniel Charrier, Nadia El Fani, Catherine Leprince, Antoine Lopez, Pomme Meffre                    | Laurent Olmedo | Rosine de Christine Carrière                                                                       | Sophie Aubry                              | Le plus bel âge de Didier Haudepin               |

### Prix du public: Meilleur second rôle
| Année | Meilleur second rôle masculin | pour son rôle dans le film                                                        | Meilleur second rôle féminin | pour son rôle dans le film                                      |
| ----- | ----------------------------- | --------------------------------------------------------------------------------- | ---------------------------- | --------------------------------------------------------------- |
| 2024  | Tom Meusnier                  | Le Panache de Jennifer Devoldère                                                  | Patience Munchenbach         | Mikado de Baya Kasmi                                            |
| 2023  | Julien Frison                 | Le Théorème de Marguerite de Anna Novion                                          | Géraldine Nakache            | Je ne suis pas un héros de Rudy Milstein                        |
| 2022  | Marc Barbé                    | De grandes espérances de Sylvain Desclous                                         | Rosemary Standley            | Annie Colère de Blandine Lenoir                                 |
| 2021  | Joseph Olivennes              | Les Magnétiques de Vincent Maël Cardona                                           | Marie Colomb                 | Les Magnétiques de Vincent Maël Cardona                         |
| 2020  | Edouard Sulpice               | À l'abordage de Guillaume Brac                                                    | Ana Blajojevic               | À l'abordage de Guillaume Brac                                  |
| 2019  | Djanis Bouzyani               | Tu mérites un amour de Hafsia Herzi                                               | Ella Rumpf                   | Sympathie pour le diable de Guillaume de Fontenay               |
| 2018  | Ariéh Worthalter              | Girl de Lukas Dhont                                                               | Laetitia Dosch               | Nos batailles de Guillaume Senez                                |
| 2017  | Robinson Stévenin             | La Villa de Robert Guédiguian                                                     | Marie-Julie Baup             | Jalouse de David Foenkinos et Stéphane Foenkinos                |
| 2016  | Romain Léger                  | Willy 1er de Ludovic Boukherma, Zoran Boukherma, Marielle Gautier, Hugo P. Thomas | Olivia Côte                  | L'Effet aquatique de Solveig Anspach                            |
| 2015  | Mounir Margoum,               | Par accident de Camille Fontaine                                                  | Jeanne Rosa,                 | Les châteaux de sable d'Olivier Jahan                           |
| 2014  | Nicolas Bridet                | Maestro de Léa Fazer                                                              | Solène Rigot                 | La belle vie de Jean Denizot                                    |
| 2013  | Patrick d'Assumçao            | L'inconnu du lac de Alain Guiraudie                                               | Constance Dollé              | Nos héros sont morts ce soir de David Perrault                  |
| 2012  | Jean-Paul Bonnaire            | Mobile Home de François Pirot                                                     | Alice de Lencquesaing        | Au galop de Louis-Do de Lencquesaing                            |
| 2011  | Johan Libéreau                | La Brindille de Emmanuelle Millet                                                 | Amandine Dewasmes            | Toutes nos envies de Philippe Lioret                            |
| 2010  | David Murgia                  | La Régate de Bernard Bellefroid                                                   | Catherine Mouchet            | L'Arbre et la Forêt d'Olivier Ducastel et Jacques Martineau     |
| 2009  | Maurice Bénichou              | La grande vie de Emmanuel Salinger                                                | Lola Naymark                 | Dans tes bras de Hubert Gillet                                  |
| 2008  | Patrick Descamps              | Versailles de Pierre Schoeller                                                    | Sabrina Ben Abdallah         | Dans la vie de Philippe Faucon                                  |
| 2007  | Gaël Tavarès                  | Et toi, t'es sur qui ? de Lola Doillon                                            | Liliane Rovère               | Le Fils de l'épicier de Éric Guirado                            |
| 2006  | Benjamin Ramon                | Je m'appelle Élisabeth de Jean-Pierre Améris                                      | Christine Citti              | Quand j'étais chanteur de Xavier Giannoli                       |
| 2005  | Cyril Couton                  | Je ne suis pas là pour être aimé de Stéphane Brizé                                | Naidra Ayadi                 | Zim and Co. de Pierre Jolivet                                   |
| 2004  | Thomas Laroppe                | Brodeuses de Éléonore Faucher                                                     | Vahina Giocante              | Le cadeau d'Eléna de Frédéric Graziani                          |
| 2003  | Rudi Rosenberg                | Le Tango des Rashevski de Sam Garbarski                                           | Tania Garbarski              | Le Tango des Rashevski de Sam Garbarski                         |
| 2002  | Abdeslam Arbaoui              | Au-delà de Gibraltar de Taylan Barman                                             | Rachida Chbani               | Au-delà de Gibraltar de Taylan Barman                           |
| 2001  | Stéphane Guillon              | Comment j'ai tué mon père de Anne Fontaine                                        | Luce Mouchel                 | Trois huit de Philippe Le Guay                                  |
| 2000  | Laurent Poitrenaux            | Tout va bien, on s'en va de Claude Mouriéras                                      | Laura del Sol                | Tôt ou tard de Anne-Marie Étienne                               |
| 1999  | Licino Da Silva               | C'est quoi la vie ? de François Dupeyron                                          | Dominique Baeyens            | Karnaval de Thomas Vincent                                      |
| 1998  | Patrick Mercado               | La vie rêvée des anges de Erick Zonca                                             | Stéphanie Lagarde            | Vive la mariée... et la libération du Kurdistan de Hiner Saleem |
| 1997  | Bruno Lochet                  | J'ai horreur de l'amour de Laurence Ferreira Barbosa                              | Marilyne Canto               | L'autre côté de la mer de Dominique Cabrera                     |
| 1996  | Jean-Pierre Darroussin        | Un air de famille de Cédric Klapisch                                              | Catherine Frot               | Un air de famille de Cédric Klapisch                            |
| 1995  | NC                            | NC                                                                                | Aurélie Vérillon             | Rosine de Christine Carrière                                    |

## Palmarès compétition: jeune espoir
Cette compétition récompense les comédiennes et comédiens francophones pour un rôle principal dans un court métrage : quatre prix d'interprétation sont décernés par un jury composé de professionnels du cinéma et par le public.

### Prix du jury: Meilleur jeune espoir
| Année | Jury Jeune Espoir                                                                                          | Meilleur jeune espoir masculin                 | pour son rôle dans le film                                                          | Meilleur jeune espoir féminin | pour son rôle dans le film                        |
| ----- | --- | ---------------------------------------------- | ----------------------------------------------------------------------------------- | ----------------------------- | ------------------------------------------------- |
| 2024  | Mara Taquin, Jules Ritmanic, Alexandre Desrousseaux                                                        | Antoine Pelletier                              | En avant, en arrière de Aurore Engel                                                | Lauréna Thellier              | Becs et ongles de Xavier Demoulin                 |
| 2023  | Bilel Chegrani, Zoé Héran, Jules Reinartz, Frankie Wallach                                                 | Dimitri Doré                                   | Pleure pas Gabriel de Mathilde Chavanne                                             | Chanel Victor                 | Anansi de Aude Forget N'Guessan                   |
| 2022  | Ana Blagojevic, Armande Boulanger, Jérémie Couston, Stefan Crepon, Finnegan Oldfield                       | Martin Jauvat                                  | Ville éternelle de Garance Kim                                                      | Blandine Madec                | Les grandes vacances de Valentine Cadic           |
| 2021  | Ophélie Bau, Salif Cissé, Félix Kysyl, Megan Northam, Edouard Sulpice                                      | Adil Dehbi                                     | Ça passe de sept étudiants de l'école Kourtrajmé                                    | Zoé Héran                     | A point de Aurélie Marpeaux                       |
| 2020  | Lazare Gousseau, Marie Petiot, Manon Valentin, Lawrence Valin, Yoann Zimmer                                | Félix Kysyl                                    | Un Frère de Olivier Bonnaud                                                         | Salomé Ayache                 | Le Test de Gabrielle Stemmer                      |
| 2019  | Théo Christine, Jonathan Couzinié, Lina El Arabi, Tatiana Vialle, Benjamin Voisin                          | Azedine Kasri                                  | Turn-over de Damien Salama                                                          | Megan Northam                 | Miss Chazelles de Thomas Vernay                   |
| 2018  | Oscar Copp, Tiphaine Daviot, Grace Seri, Antoine Reinartz, Aurélien Vernhes-Lermusiaux                     | Pierre Lottin                                  | Nuit Debout de Jean-Charles Paugam                                                  | Noémie Gantier                | La Chanson de Tiphaine Raffier                    |
| 2017  | Théo Cholbi, Estéban, Valérie Leroy, Hamza Meziani, Solène Rigot                                           | Rio Vega                                       | Rodéo de Sylvain Pioutaz                                                            | Tiphaine Daviot               | Les Bigorneaux de Alice Vial                      |
| 2016  | Oulaya Amamra, Zacharie Chasseriaud, Hortense Gélinet, Nina Meurisse, Jean-Baptiste Shelmerdine            | Théo Cholbi,                                   | Salinger est mort de Benjamin Serero                                                | Mona Berard                   | La boum de Julia Ferrari de Géraldine de Margerie |
| 2015  | Alice de Lencquesaing, Julie Lesgages, Constance Rousseau, Benjamin Siksou, Jan Sitta                      | Martin Pautard                                 | Le monde qui nous perd de Alexandra Badea                                           | Oulaya Amamra                 | Belle gueule de Emma Benestan                     |
| 2014  | Chloé Berthier, Sigrid Bouaziz, Hubert Charuel, Grégory Givernaud, Salim Kechiouche                        | Zacharie Chasseriaud                           | Sans les gants de Martin Razy                                                       | Évelyne El Garby-Klaï         | Au sol de Alexis Michalik                         |
| 2013  | Franc Bruneau, Foued Mansour, Maëlys Ricordeau, Chloé Schmutz, Cédric Vieira                               | Adel Bencherif ex aequo avec Vessale Lezouache | La fugue de Jean-Bernard Marlin et La Virée à Paname de Carine May et Hakim Zouhani | Medina Yalaoui                | La fugue de Jean-Bernard Marlin                   |
| 2012  | Marie Amachoukeli, Louise Blachère, Delphine Chuillot, Thomas Cailley, Samuel Jouy                         | Cédric Vieira                                  | UHT de Guillaume Senez                                                              | Catherine Salée               | UHT de Guillaume Senez                            |
| 2011  | Jérémie Poppe, Émilie de Preissac, Florent Cheippe, Jeanne Rosa, Vincent Vizioz                            | Franc Bruneau ex aequo Constantin Burazovitch  | Paris-Shangaï de Thomas Cailley                                                     | Agnès Delachair               | La part de Franck de Dominique Baumard            |
| 2010  | Barbara Probst, Judith Havas, Julien Gaspar Oliveri, Guillaume Senez, Vincent Vesco                        | Jamie Sives                                    | Tremblay-en-France de Vincent Vizioz                                                | Jeanne Rosa                   | T'embrasser une dernière fois de Olivier Jahan    |
| 2009  | Nicolas Engel, Véronique Lechat, Pierre Moure, Aude Roman, Pascal Vincent                                  | François Civil                                 | Dans mes veines de Guillaume Senez                                                  | Ceyda Bakbasa                 | Ata de Guillaume Giovanetti et Çagla Zencirci     |
| 2008  | Nicolas Carpentier, Aude Léger, Yvon Martin, Laetitia Spigarelli, Sara Viot                                | Johan Libéreau                                 | Madame de Cyprien Vial                                                              | Pénélope-Rose Lévèque         | L'imprudence de Katell Quillévéré                 |
| 2007  | Djédjé Apali, Marie-Gili Pierre, Hélène Merlin, Brice Ormain, Romain Sellier                               | Pierre Moure                                   | C'est d'accord de Marilyne Canto                                                    | Laetitia Spigarelli           | Décroche de Manuel Shapira                        |
| 2006  | Marie-Elise Beyne, Nicolas Birkenstock, Patrice Carré, Guillaume Roiret, Aurélie Vérillon                  | Djedje Apali                                   | Terre d'asile de Alain Beigel                                                       | Blandine Lenoir               | Rosa de Blandine Lenoir                           |
| 2005  | Didier Brice, Anne Flandrin, Didier Fontan, Isabelle Jacquet, Jane Resmond                                 | Benjamin Bellecour                             | Pépins noirs de Nicolas Birkenstock                                                 | Aurélie Vérillon              | Vache-qui-rit de Philippe Lioret                  |
| 2004  | Alexandre Charlet, Bruno Debrandt, Vanessa Defasque, Romain Delange, Chloé Réjon                           | Mhamed Arezki                                  | Poulet cocotte de Vincent Solignac et Martial Vallanchon                            | Isabelle Jacquet              | L'aîné de mes soucis de Carine Tardieu            |
| 2003  | Kamel Belghazi, Jackie Cherin, Zoé Durouchoux, Hubert Gillet, Ludmila Ruoso                                | Bruno Debrandt                                 | Pensée assise de Mathieu Robin                                                      | Chloé Réjon                   | La vie est un singe de Paul Saintillan            |
| 2002  | Cyril Gelblat, Christiane Lack, Patrick Mercado, Adriana Santini, Jean-Claude Saurel                       | Kamel Belghazi                                 | Effraction de Patrick Halpine                                                       | Marie Gili-Pierre             | La Mer à boire de Erika Haglund                   |
| 2001  | Gilles Colpart, Didier Landucci, Adeline Lecatre, Philippe Maymat, Stéphane Souillat                       | Charly Sergue                                  | La page de garde de Eric MahéMarc Salmon                                            | Sophie Quinton                | Dimanche de Emmanuel Finkiel                      |
| 2000  | Adrien Belisme, Cédric Bourgeois, Joël Brisse, Laurent Guerrier, Sandrine Lefert, Luc Menand, Rémi Rongier | Benoît Giros                                   | Un petit air de fête de Eric Guirado                                                | Lauryl Brossier               | Les filles de mon pays de Yves Caumon             |

### Prix du public: Meilleur jeune espoir
| Année | Meilleur jeune espoir masculin               | pour son rôle dans le film                                              | Meilleur jeune espoir féminin | pour son rôle dans le film                          |
| ----- | -------------------------------------------- | ----------------------------------------------------------------------- | ----------------------------- | --------------------------------------------------- |
| 2024  | Léon Exbrayat                                | Green light de Bérenger Barry                                           | Eva Huault                    | Sam & Lola de Mahaut Adam                           |
| 2023  | Jules Ritmanic ex aequo avec Igor Van Dessel | Charbon de David Arslanian et Un bon garçon de Paul Vincent de Lestrade | Allison Chassagne             | La Vie au Canada de Frédéric Rosset                 |
| 2022  | Diong Keba Tacu                              | Crazy de Jérémy Doucet                                                  | Lou Luttiau                   | Crazy de Jérémy Doucet                              |
| 2021  | Idir Azougli                                 | Sami la fugue de Vincent Tricon                                         | Armande Boulanger             | Ourse de Nicolas Birkenstock                        |
| 2020  | Félix Kysyl                                  | Un Frère de Olivier Bonnaud                                             | Salomé Ayache                 | Le Test de Gabrielle Stemmer                        |
| 2019  | Bilel Chegrani                               | Le Chant d'Ahmed de Foued Mansour                                       | Garance Eltejaye              | Sous l'écorce de Ève Chems de Brouwer               |
| 2018  | Sergio Guataquira Sarmiento                  | Pablo de Sergio Guataquira Sarmiento                                    | Lyna Khoudri                  | Avaler des couleuvres de Jan Sitta                  |
| 2017  | Théo Christine                               | 9'58 de Louis Aubert                                                    | Tiphaine Daviot               | Les Bigorneaux de Alice Vial                        |
| 2016  | Louis Duneton                                | 1992 de Anthony Doncque                                                 | Grace Seri                    | Le bleu blanc rouge de mes cheveux de Josza Anjembe |
| 2015  | Arthur Dupont                                | L'étourdissement de Gérard Pautonnier                                   | Oulaya Amamra                 | Belle gueule de Emma Benestan                       |
| 2014  | Zacharie Chasseriaud                         | Sans les gants de Martin Razy                                           | Julie Lesgages                | Totems de Sarah Arnold                              |
| 2013  | Swann Arlaud                                 | Nous sommes tous des êtres penchés de Simon Lelouch                     | Fatou N'Diaye                 | Skin de Cédric Prévost                              |
| 2012  | Grégory Givernaud                            | Mon amoureux de Daniel Metge                                            | Chloé Schmutz                 | Chacun sa nuit de Marina Diaby                      |
| 2011  | Samuel Jouy                                  | Un homme debout de Foued Mansour                                        | Vimala Pons                   | J'aurais pu être une pute de Baya Kasmi             |
| 2010  | Florent Cheippe                              | Hurlement d'un poisson de Sébastien Carfora                             | Jeanne Rosa                   | T'embrasser une dernière fois de Olivier Jahan      |
| 2009  | François Civil                               | Dans mes veines de Guillaume Senez                                      | Chloé Berthier                | La raison de l'autre de Foued Mansour               |
| 2008  | Illiès Boukouirene                           | C'est dimanche ! de Samir Guesmi                                        | Véronique Lechat              | Un grain de beauté de Hugo Chesnard                 |
| 2007  | Pierre Moure                                 | C'est d'accord de Marilyne Canto                                        | Sara Viot                     | De l'amour de Aure Atika                            |
| 2006  | Romain Sellier                               | La course de Gaëlle Baron                                               | Hélène Merlin                 | Poison d'avril de Jimmy Bemon                       |
| 2005  | Yvon Martin                                  | Tue l'amour de Philippe Lioret                                          | Aurélie Vérillon              | Vache-qui-rit de Philippe Lioret                    |
| 2004  | François Maniquet                            | Révolution de Xavier Diskeuve                                           | Murielle Martinelli           | Libre comme l'air de Lorant Som                     |
| 2003  | Bruno Debrandt                               | Pensée assise de Mathieu Robin                                          | Sophie Quinton                | NC                                                  |
| 2002  | Farid Amrani                                 | Bains-douches de Georges Spicas                                         | Marie Gili-Pierre             | La Mer à boire de Erika Haglund                     |
| 2001  | Soufian El Fakiri                            | Joyeux Noël, Rachid de Sam Garbarski                                    | Alice Carel                   | On s'embrasse ? de Pierre-Olivier Mornas            |
| 2000  | Benjamin de Lajarte                          | À ciel ouvert de Benjamin de Lajarte                                    | Sylvie Testud                 | NC                                                  |

## Palmarès: Prix Coup de cœur du Jury Junior
- 2024 : En avant, en arrière de Aurore Engel
- 2023 : Charbon de David Arslanian
- 2022 : Les grandes vacances de Valentine Cadic [4]
- 2021 : Elles allaient danser de Laïs Decaster[5]
- 2020 : Un frère d'Olivier Bonnaud
- 2019 : Simon pleure de Sergio Guataquira Sarmiento
- 2018 : Little Jaffna de Lawrence Valin [7]
- 2017 : Les Bigorneaux d'Alice Vial[8]
- 2016 : Réplique d'Antoine Giorgini[9]
- 2015 : L'Étourdissement de Gérard Pautonnier[27]
- 2014 : Au sol d'Alexis Michalik
- 2013 : Skin de Cédric Prévost
- 2012 : Les Rites de Matthieu Taponier
- 2011 : Je pourrais être votre grand-mère de Bernard Tanguy
- 2010 : Hurlement d'un poisson de Sébastien Carfora[59]
- 2009 : L'Autre Monde de Romain Delange
- 2008 : Love Is Dead d'Éric Capitaine
- 2007 : Manon sur le bitume d'Elizabeth Marre et Olivier Pont
- 2006 : Révolution de Xavier Diskeuve
- 2005 : Patiente 69 de Jean-Patrick Benes et Allan Mauduit
- 2004 : Si cinq rois valaient cette dame de Pierre-Alain Lods
- 2003 : Poulet cocotte de Vincent Solignac et Martial Valenchon
- 2002 : Bains-douches de George Spicas

## Palmarès: Prix des Détenus
- 2024 : Avec l'humanité qui convient de Kacper Checinski
- 2023 : La Sirène se marie de Achraf Ajraoui
- 2022 : Partir un jour de Amélie Bonnin [4]
- 2021 : Homme Sage de Juliette Denis[5]
- 2020 : Shakira de Noémie Merlant
- 2019 : Nefta Football Club d'Yves Piat
- 2018 : Master of the classe de Hakim Zouhani et Carine May
- 2017 : Kapitalistis de Pablo Munos Gomez
- 2016 : L'hiver est proche de Hugo Chesnard
- 2015 : Sur la touche de Hortense Gelinet
- 2014 : Au sol d'Alexis Michalik
- 2013 : Le Grand-Père de Brad de Christine Paillard

## Palmarès: Prix du Jury Festivals Connexion: meilleure distribution artistique
- 2024 : Alicia Cadot pour le casting du film La Pampa de Antoine Chevrollier
- 2023 : Christophe Gomes pour le casting du film L'Homme d'argile de Anaïs Tellenne
- 2022 : Sophie Martin et Christel Barras pour le casting du film Le Marchand de sable de Steve Achiepo [4]
- 2021 : Anaïs Duran pour le casting du film Les Meilleures de Marion Desseigne-Ravel[5]
- 2020 : Juliette Denis pour le casting du film Vaurien de Peter Dourountzis
- 2019 : Marine Albert et Brigitte Moidon pour le casting du film La Fille au Bracelet de Stéphane Demoustier
- 2018 : Sebastian Moradellios pour le casting du film Girl de Lukas Dhont

## Palmarès: Prix Révélation Francophone ARDA - ADAMI
- 2024 : Eva Huault pour son rôle dans le court métrage Sam & Lola de Mahaut Adam
- 2023 : Alexandre Desrousseaux pour son rôle dans le court métrage Octave de Lily Papamiltiadès
- 2022 : Diong Keba Tacu pour son rôle dans le court métrage Crazy de Jérémy Doucet [4]
- 2021 : Idir Azougli pour son rôle dans le court métrage Sami la fugue de Vincent Tricon[5]